# Just Eat
Just Eat er et online take-away-madbestillingsfirma, som har hovedsæde i London og opererer i 13 lande rundt om i verden, herunder: Belgien, Brasilien, Canada, Danmark, Frankrig, Indien, Irland, Norge, Spanien, Schweiz og Storbritannien. Firmaet blev grundlagt i Danmark i år 2001. Dets website giver kunderne mulighed for at søge efter deres foretrukne lokale take-away-restauranter (især pizzeriaer og fastfood), hvor kunderne bestiller, betaler og vælger leveringsmuligheder.
Ifølge firmaet selv var der i december 2012 mere end 29.000 restauranter tilknyttet firmaet, heraf over 13.000 i Storbritannien. I september 2012 blev Just Eat placeret som nummer 31 i Sunday Times Tech Track 100 og vandt desuden Best Brand Award.

## Historie
Just Eat blev grundlagt i år 2001 i Danmark. Det oprindelige koncept blev udviklet af to separate grupper i Danmark samtidigt. Just Eat blev ledet af Christian Frismodt og FoodZoom blev ledet af Jesper Buch. Da de begge opdagede at de arbejdede på den samme idé, valgte de at fusionere og samarbejde.
Hjemmesiden blev lanceret i august 2001, og i midten af 2002 havde firmaet behandlet omkring 200 bestillinger om dagen i over 100 forskellige danske postnumre. I begyndelsen af 2004 havde de 500 restauranter på hjemmesiden.
Det oprindelige hovedsæde var på Klamsagervej i Aarhus-bydelen Åbyhøj. Dette fungerer i dag som kontor. Hovedsædet i Danmark, ligger på Lyngbyvej i København Ø.
I 2005 havde firmaet rundet 750 restauranter online i Danmark. Selskabet havde 9 fuldtidsansatte og 15 deltidsansatte.
I januar 2013 blev Just Eat udfordret på hjemmemarkedet Danmark af tidligere Just Eat-direktør Morten Larsen med takeaway-portalen Hungry.dk. Just Eat havde i 2015 omkring 900.000 bestilte måltider igennem sitet hver måned. Firmaet fusionerede til Just Eat Takeaway i 2019.
I august 2025 godkendte Europaparlamentet  det hollandske investeringsselskab Prosus' køb af platformen for mere end 30 milliarder kroner.

## Kritik
Just Eat er blandt andet blevet kritiseret for at kræve for høje gebyrer for at være en del af bestillingsportalen.